# Gran Premio motociclistico del Giappone 1990
Il Gran Premio motociclistico del Giappone 1990 fu la prima gara del motomondiale 1990. Si disputò il 25 marzo 1990 sul circuito di Suzuka.
Si è gareggiato in tre classi con le vittorie di Wayne Rainey su Yamaha in classe 500, di Luca Cadalora in classe 250, e di Hans Spaan in classe 125.

## Classe 500

### Arrivati al traguardo
| Pos. | Nº | Pilota               | Squadra                          | Motocicletta | Giri | Tempo     | Griglia | Punti |
| ---- | -- | -------------------- | -------------------------------- | ------------ | ---- | --------- | ------- | ----- |
| 1º   | 2  | Wayne Rainey         | Marlboro Team Roberts            | Yamaha       | 22   | 48:52.475 | 1º      | 20    |
| 2º   | 10 | Wayne Gardner        | Rothmans Honda                   | Honda        | 22   | +3.237    | 3º      | 17    |
| 3º   | 34 | Kevin Schwantz       | Lucky Strike Suzuki              | Suzuki       | 22   | +15.556   | 2º      | 15    |
| 4º   | 4  | Kevin Magee          | Lucky Strike Suzuki              | Suzuki       | 22   | +40.689   | 7º      | 13    |
| 5º   | 6  | Sito Pons            | Campsa Banesto                   | Honda        | 22   | +41.008   | 9º      | 11    |
| 6º   | 21 | Tadahiko Taira       | Tech 21                          | Yamaha       | 22   | +51.363   | 10º     | 10    |
| 7º   | 5  | Pierfrancesco Chili  | ROC Elf La Cinq                  | Honda        | 22   | +51.536   | 6º      | 9     |
| 8º   | 14 | Jean-Philippe Ruggia | Sonauto Gauloises Blondes Mobil1 | Yamaha       | 22   | +53.739   | 15º     | 8     |
| 9º   | 39 | Shin'ichi Itō        | Team HRC                         | Honda        | 22   | +1:02.515 | 8º      | 7     |
| 10º  | 11 | Juan Garriga         | Ducados Yamaha                   | Yamaha       | 22   | +1:25.526 | 18º     | 6     |
| 11º  | 37 | Hikaru Miyagi        | Teera                            | Honda        | 22   | +1:29.184 | 20º     | 5     |
| 12º  | 41 | Shinji Katayama      | UCC                              | Yamaha       | 22   | +1:42.002 | 21º     | 4     |
| 13º  | 38 | Osamu Hiwatashi      | Schick Advantage                 | Suzuki       | 22   | +1:42.713 | 19º     | 3     |

### Ritirati
| Nº | Pilota            | Squadra                          | Motocicletta | Giri | Motivo ritiro | Griglia |
| -- | ----------------- | -------------------------------- | ------------ | ---- | ------------- | ------- |
| 43 | Keiji Ōishi       |                                  | Yamaha       | 18   |               | 22º     |
| 18 | Randy Mamola      | Cagiva Corse                     | Cagiva       | 18   |               | 17º     |
| 28 | Alex Barros       | Cagiva Corse                     | Cagiva       | 12   |               | 24º     |
| 40 | Satoshi Tsujimoto |                                  | Suzuki       | 9    |               | 13º     |
| 3  | Christian Sarron  | Sonauto Gauloises Blondes Mobil1 | Yamaha       | 8    |               | 11º     |
| 8  | Ron Haslam        | Cagiva Corse                     | Cagiva       | 8    |               | 23º     |
| 36 | Kunio Machī       |                                  | Yamaha       | 7    |               | 12º     |
| 1  | Eddie Lawson      | Marlboro Team Roberts            | Yamaha       | 4    | Caduta        | 4º      |
| 9  | Mick Doohan       | Rothmans Honda                   | Honda        | 4    | Caduta        | 5º      |
| 15 | Norihiko Fujiwara | Yamaha Motor Co.                 | Yamaha       | 2    |               | 16º     |

### Non partito
| Nº | Pilota            | Squadra | Motocicletta | Griglia |
| -- | ----------------- | ------- | ------------ | ------- |
| 35 | Shunji Yatsushiro |         | Honda        | 14º     |

### Non qualificati
| Nº | Pilota           | Squadra              | Motocicletta |
| -- | ---------------- | -------------------- | ------------ |
| 26 | Niggi Schmassman | FMS - N. Schmassmann | Honda        |
| 44 | Kenmei Matsumoto |                      | Honda        |

## Classe 250

### Arrivati al traguardo
| Pos. | Nº | Pilota             | Motocicletta | Giri | Tempo     | Griglia | Punti |
| ---- | -- | ------------------ | ------------ | ---- | --------- | ------- | ----- |
| 1º   | 5  | Luca Cadalora      | Yamaha       | 20   | 45:55.994 | 2º      | 20    |
| 2º   | 4  | Carlos Cardús      | Honda        | 20   | +3.700    | 4º      | 17    |
| 3º   | 14 | Wilco Zeelenberg   | Honda        | 20   | +3.886    | 14º     | 15    |
| 4º   | 8  | Dominique Sarron   | Honda        | 20   | +4.193    | 3º      | 13    |
| 5º   | 3  | Jacques Cornu      | Honda        | 20   | +4.360    | 5º      | 11    |
| 6º   | 15 | Toshihiko Honma    | Honda        | 20   | +6.545    | 6º      | 10    |
| 7º   | 44 | Tetsuya Harada     | Yamaha       | 20   | +25.457   | 15º     | 9     |
| 8º   | 47 | Nobuatsu Aoki      | Honda        | 20   | +30.677   | 9º      | 8     |
| 9º   | 43 | Masumitsu Taguchi  | Honda        | 20   | +53.101   | 16º     | 7     |
| 10º  | 48 | Tsutomu Udagawa    | Honda        | 20   | +53.312   | 12º     | 6     |
| 11º  | 16 | Jochen Schmid      | Honda        | 20   | +53.831   | 17º     | 5     |
| 12º  | 50 | Jun Suzuki         | Honda        | 20   | +59.621   | 18º     | 4     |
| 13º  | 7  | Niall Mackenzie    | Yamaha       | 20   | +1:11.536 | 24º     | 3     |
| 14º  | 19 | John Kocinski      | Yamaha       | 20   | +1:14.359 | 1º      | 2     |
| 15º  | 56 | Yukio Nukumi       | Yamaha       | 20   | +1:15.024 | 27º     | 1     |
| 16º  | 32 | Harald Eckl        | Aprilia      | 20   | +1:16.516 | 33º     |       |
| 17º  | 53 | Yoshiyuki Sugai    | Honda        | 20   | +1:16.684 | 25º     |       |
| 18º  | 12 | Alan Carter        | Honda        | 20   | +1:16.722 | 37º     |       |
| 19º  | 11 | Loris Reggiani     | Aprilia      | 20   | +1:16.738 | 32º     |       |
| 20º  | 57 | Toshinobu Shiomori | Yamaha       | 20   | +1:16.793 | 36º     |       |
| 21º  | 52 | Akio Mitoma        | Honda        | 20   | +1:26.156 | 20º     |       |
| 22º  | 39 | Kevin Mitchell     | Yamaha       | 20   | +1:32.242 | 28º     |       |
| 23º  | 22 | Erich Neumair      | Yamaha       | 20   | +1:43.845 | 31º     |       |
| 24º  | 30 | José Barresi       | Yamaha       | 19   | +1 giro   | 38º     |       |

### Ritirati
| Nº | Pilota             | Motocicletta | Giri | Motivo ritiro | Griglia |
| -- | ------------------ | ------------ | ---- | ------------- | ------- |
| 17 | Carlos Lavado      | Aprilia      | 19   |               | 13º     |
| 54 | Yoshiari Hori      | Aprilia      | 16   |               | 26º     |
| 2  | Reinhold Roth      | Honda        | 13   | Caduta        | 10º     |
| 20 | Andrea Borgonovo   | Aprilia      | 12   |               | 21º     |
| 6  | Masahiro Shimizu   | Honda        | 8    |               | 8º      |
| 55 | Jorge Martínez     | JJ Cobas     | 7    |               | 29º     |
| 45 | Kyoji Nanba        | Yamaha       | 7    |               | 34º     |
| 26 | Tadayuki Okada     | Honda        | 6    |               | 7º      |
| 33 | Andreas Preining   | Aprilia      | 6    |               | 30º     |
| 35 | Rachel Nicotte     | Yamaha       | 6    |               | 35º     |
| 51 | K. Ohta            | Honda        | 3    |               | 22º     |
| 46 | Toshiyuki Arakaki  | Honda        | 2    |               | 13º     |
| 27 | Didier de Radiguès | Honda        | 1    | Caduta        | 23º     |
| 9  | Helmut Bradl       | Honda        | 0    | Caduta        | 11º     |

### Non qualificato
| Pilota        | Motocicletta |
| ------------- | ------------ |
| Darren Milner | Aprilia      |

## Classe 125

### Arrivati al traguardo
| Pos. | Nº | Pilota             | Motocicletta | Giri | Tempo     | Griglia | Punti |
| ---- | -- | ------------------ | ------------ | ---- | --------- | ------- | ----- |
| 1º   | 2  | Hans Spaan         | Honda        | 16   | 39:08.572 | 8º      | 20    |
| 2º   | 7  | Stefan Prein       | Honda        | 16   | +4.312    | 6º      | 17    |
| 3º   | 6  | Kōji Takada        | Honda        | 16   | +5.126    | 3º      | 15    |
| 4º   | 16 | Dirk Raudies       | Honda        | 16   | +14.771   | 4º      | 13    |
| 5º   | 68 | Kinya Wada         | Honda        | 16   | +20.734   | 1º      | 11    |
| 6º   | 65 | Loris Capirossi    | Honda        | 16   | +23.289   | 26º     | 10    |
| 7º   | 5  | Fausto Gresini     | Honda        | 16   | +23.361   | 21º     | 9     |
| 8º   | 66 | Yoshifumi Ichimiya | Honda        | 16   | +24.121   | 5º      | 8     |
| 9º   | 11 | Adi Stadler        | JJ Cobas     | 16   | +24.997   | 18º     | 7     |
| 10º  | 67 | Yukiho Hinokio     | Honda        | 16   | +27.464   | 11º     | 6     |
| 11º  | 41 | Fuyuki Yamazaki    | Honda        | 16   | +40.719   | 19º     | 5     |
| 12º  | 4  | Hisashi Unemoto    | Honda        | 16   | +41.890   | 7º      | 4     |
| 13º  | 69 | Nobuyuki Wakai     | Honda        | 16   | +44.844   | 17º     | 3     |
| 14º  | 62 | Soichiro Sato      | Honda        | 16   | +53.292   | 13º     | 2     |
| 15º  | 50 | Steve Patrickson   | Honda        | 16   | +58.210   | 29º     | 1     |
| 16º  | 58 | Yosuke Yamakawa    | Honda        | 16   | +1:03.757 | 12º     |       |
| 17º  | 64 | Shinichi Fujiyama  | Honda        | 16   | +1:04.102 | 14º     |       |
| 18º  | 57 | Manuel Hernández   | Honda        | 16   | +1:30.123 | 23º     |       |
| 19º  | 46 | Johnny Wickström   | Honda        | 16   | +1:33.011 | 28º     |       |
| 20º  | 52 | Maurizio Vitali    | Gazzaniga    | 16   | +1:34.748 | 38º     |       |
| 21º  | 61 | Yukata Fujiwara    | Honda        | 16   | +1:34.866 | 24º     |       |
| 22º  | 56 | Bady Hassaine      | Honda        | 16   | +1:34.940 | 36º     |       |
| 23º  | 21 | Stefan Dörflinger  | Aprilia      | 16   | +1:38.071 | 30º     |       |
| 24º  | 60 | Masayuki Hirose    | Honda        | 16   | +1:38.422 | 22º     |       |
| 25º  | 40 | Peter Galvin       | Honda        | 16   | +2:23.240 | 35º     |       |
| 26º  | 18 | Taru Rinne         | Honda        | 15   | +1 giro   | 40º     |       |

### Ritirati
| Nº | Pilota            | Motocicletta | Giri | Motivo ritiro | Griglia |
| -- | ----------------- | ------------ | ---- | ------------- | ------- |
| 59 | Masato Shima      | Honda        | 15   |               | 16º     |
| 8  | Julián Miralles   | JJ Cobas     | 15   |               | 15º     |
| 63 | Toshiyuki Okamoto | Honda        | 12   |               | 9º      |
| 55 | Jorge Martínez    | JJ Cobas     | 11   | Caduta        | 2º      |
| 12 | Robin Milton      | Honda        | 8    |               | 32º     |
| 45 | Thierry Feuz      | Honda        | 5    |               | 10º     |
| 3  | Ezio Gianola      | Derbi        | 3    |               | 27º     |
| 43 | Robin Appleyard   | Honda        | 2    |               | 33º     |
| 22 | Manuel Herreros   | JJ Cobas     | 1    | Caduta        | 34º     |
| 10 | Allan Scott       | Honda        | 1    |               | 20º     |
| 51 | Stuart Edwards    | Honda        | 1    |               | 37º     |

### Non partiti
| Nº | Pilota            | Motocicletta | Griglia |
| -- | ----------------- | ------------ | ------- |
| 54 | Heinz Lüthi       | Honda        | 25º     |
| 25 | Herri Torrontegui | Honda        | 31º     |
| 38 | Luis Álvaro       | Derbi        | 39º     |

### Non qualificati
| Nº | Pilota         | Motocicletta |
| -- | -------------- | ------------ |
| 48 | Heinz Paschen  | Aprilia      |
| 26 | Gabriele Gnani | Gnani        |
| 53 | Stefan Brägger | Aprilia      |